# Mitrofan (Osiak)
Mitrofan, imię świeckie Michaił Aleksandrowicz Osiak (ur. 19 listopada 1972 w Rostowie nad Donem) – rosyjski biskup prawosławny. 

## Życiorys
Jest synem kapłana prawosławnego. Ukończył technikum budowlane w rodzinnym Rostowie. Następnie w latach 1990–1995 uczył się najpierw w seminarium duchownym w Mińsku, a następnie w seminarium duchownym w Moskwie (zaocznie). Jeszcze w czasie nauki, 21 sierpnia 1992, w soborze w Rostowie nad Donem przyjął święcenia diakońskie z rąk biskupa azowskiego Sergiusza, wikariusza eparchii rostowskiej. Służył jako diakon w cerkwi Azowskiej Ikony Matki Bożej w Azowie. 6 czerwca 1993 metropolita rostowski i nowoczerkaski Włodzimierz wyświęcił go na kapłana, kierując równocześnie do pracy duszpasterskiej w cerkwi Wniebowstąpienia Pańskiego w Rostowie nad Donem. 11 kwietnia 1994 złożył wieczyste śluby mnisze przed archimandrytą Modestem (Potapowem), przyjmując imię zakonne Mitrofan na cześć św. Mitrofana z Woroneża.
19 lipca 1994 objął obowiązki ekonoma w monasterze Dońskiej Ikony Matki Bożej w Staroczerkassku. W 1997 przeszedł do eparchii petersburskiej i ładoskiej i został p.o. przełożonego monasteru św. Jana Teologa w Czeriemieńcu. W roku następnym został mianowany jego przełożonym na stałe i otrzymał godność igumena. W 2007 uzyskał dyplom końcowy Petersburskiej Akademii Duchownej. W 2009 został kierownikiem wydziału konserwacji eparchii petersburskiej.
12 marca 2013 otrzymał nominację na biskupa gatczyńskiego i łuskiego. Trzy dni później otrzymał godność archimandryty. Wyświęcony na biskupa został w cerkwi św. Mikołaja w Moskwie–Chamownikach w dniu 23 marca 2013.